# Dorte Mandrup
Dorte Mandrup-Poulsen, née le 28 juillet 1961 à Roskilde, est une architecte danoise.
Elle est la fondatrice et directrice créative du cabinet d'architecture Dorte Mandrup Arkitekter A/S qui compte environ 60 salariés. Le cabinet est basé à Copenhague, au Danemark.
Le travail de Dorte Mandrup se caractérise par son innovation en termes de forme et de matériau, mais aussi par une approche analytique de l'architecture.
Dorte Mandrup est derrière le Wadden Sea Centre sur la côte ouest danoise, le Icefjord Centre par le sentier de l'UNESCO à Ilulissat au Groenland, et le développement d'un bâtiment à usage mixte de la société de vêtements danoise Bestseller à Brande, qui comprend des plans de construction d'une tour de plus de 200 mètres de haut, devenant ainsi le plus haut bâtiment du Danemark[réf. souhaitée].
En 2017, Dorte Mandrup a fait sensation à l'échelle internationale avec son article d'opinion « Je ne suis pas une femme architecte. Je suis architecte » dans le magazine en ligne Dezeen (en) dans lequel elle discutait de la politique de genre dans le monde de l'architecture[réf. souhaitée].
Elle a également été lauréate du Berlin Art Prize 2019, division architecture.
Mandrup siège au conseil d'administration du Louisiana Museum of Modern Art et est membre du Conseil des bâtiments historiques.
En 2022, Dorte Mandrup rejoint le jury du Daylight Award.

## Biographie
Dorte Mandrup est diplômée de l'école d'architecture d'Aarhus (en) en 1991. De 1991 à 1992, elle étudie la sculpture et la céramique au GSC Art Department (aujourd'hui Rowan University) à Glassboro dans le New Jersey. Elle rejoint ensuite Henning Larsen Architects pendant quelques années avant de co-fonder en 1995 Fuglsang & Mandrup-Poulsen avec Niels Fuglsang. Cette entreprise a finalement été scindée en 1999 lorsque Mandrup a créé son actuel cabinet d'architecture, Dorte Mandrup A/S, fondé le 30 juin 1999 et situé à Copenhague.
En avril 2019, Dorte Mandrup dirige le jury du Prix de l'Union européenne pour l'architecture contemporaine 2019 - Prix Mies van der Rohe,.
Le 1er novembre 2019, Mandrup remporte un concours organisé par The Whale AS pour la conception d'une attraction à construire sur l'île norvégienne d'Andøya, à 300 km au nord du cercle polaire arctique. Son design ressemble à une baleine mais présente également une pente que les visiteurs pourront gravir pour avoir une vue sur la mer, les montagnes et les aurores boréales.

## Sélection de bâtiments

### Achevés
- Hangar H (rénovation), Holmen, Copenhague (2001 et 2011)
- Centre culturel Holmbladsgade, Copenhague (2001)
- Garderie à Skanderborggade, Copenhague, Danemark (2005)[9]
- Conversion du château d'eau de Jægersborg, Gentofte, Danemark (2005)
- Prismes, Copenhague, Danemark (2006)[10]
- Nid de lecture, Asserbo, Danemark (2008)[11]
- Centre de loisirs et de culture pour les jeunes à Gersonsvej, Copenhague, Danemark (2008)[12]
- Centre culturel St. Nicolai, Kolding, Danemark (2008)
- Extension de l'école indépendante Bordings, Østerbro, Copenhague, Danemark (2009)[13]
- Centre communautaire Herstedlund, Copenhague, Danemark (2009)[14]
- Communauté de cohabitation Lange Eng, Albertslund, Danemark (2009)
- Extension de l'école Munkegaard, Gentofte, Danemark (achevé en 2009)
- Råå Förskola, Suède (2013)
- Ama'r Children's Culture House, Copenhague, Danemark (2014)
- Bâtiment Valencia, Copenhague, Danemark (2015)
- Ikea Hubhult, Malmö, Suède (2015)
- Sundbyøster Hall, Copenhague, Danemark (2015)
- Sallingtårnet, Aarhus, Danemark (2015)
- Le Centre de la mer des Wadden, Danemark (2017)[15],[16]

### En cours
- IKEA Copenhagen, Copenhague, Danemark (prévu pour 2019)
- Icefiord Centre, Groenland (victoire du concours, juin 2016)
- Tour Bestseller, Brande, Danemark

## Prix
- Prix d'honneur Dreyer 2003
- Prix d'architecture Nykredit 2007
- 2014 WAN Education Award (catégorie "Construit") pour Ama'r Children's Culture House[17]
- 2015 WAN Mixed-Use Award pour Sundbyøster Hall[18]
- 2016 Träpriset pour la garderie de Råå
- 2016 Gröna Lansen - 2015, IKEA Hubhult Global Meeting Centre, Suède
- 2016 WAN Metal in Architecture Award 2016, Salling Tower
- 2016 Honorary Award, Danish National Bank Jubilee Fund, décerné en reconnaissance de la contribution et des travaux du récipiendaire
- 2017 Green Good Design Award, The Chicago Athenaeum, le plus grand prix de design durable au monde
- 2017 Prix d'art, de design et d'architecture de l'année, Dir. Fondation Einar Hansen et sa femme Vera Hansen
- 2017 « Byggeri » – Magazine, Bâtiment de l'année, Centre de la mer des Wadden
- 2017 Ville d'Esbjerg's City-Fund Award 2017, Centre de la mer des Wadden
- 2017 Breeam Building of the year of Sweden Green Building Awards 2017[19], IKEA Hubhult Global Meeting Centre, Suède
- Prix d'art de Berlin 2019 de la division architecture

## Galerie

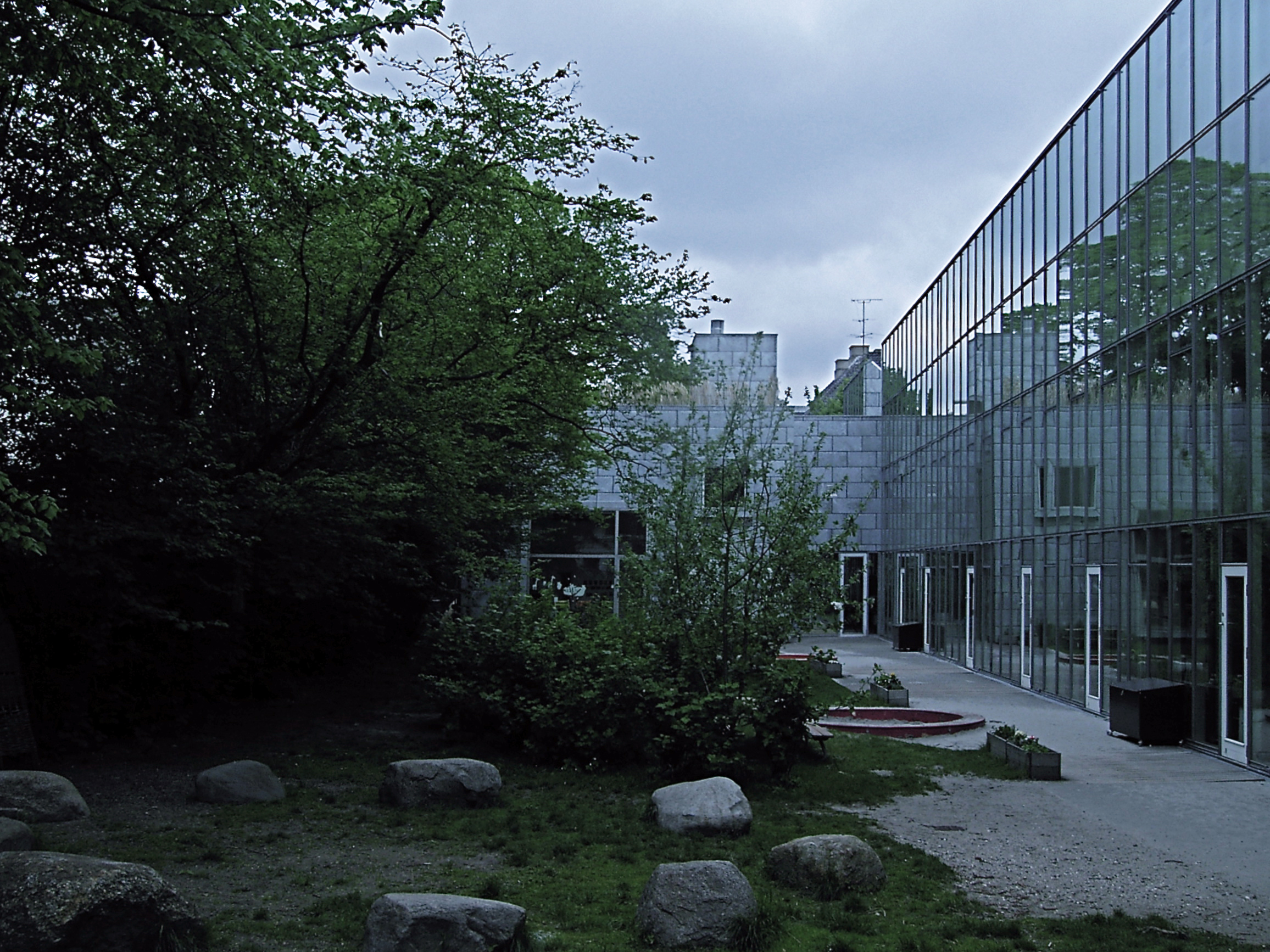
Jardin d'enfants Næstvedgade, Copenhague (2004).
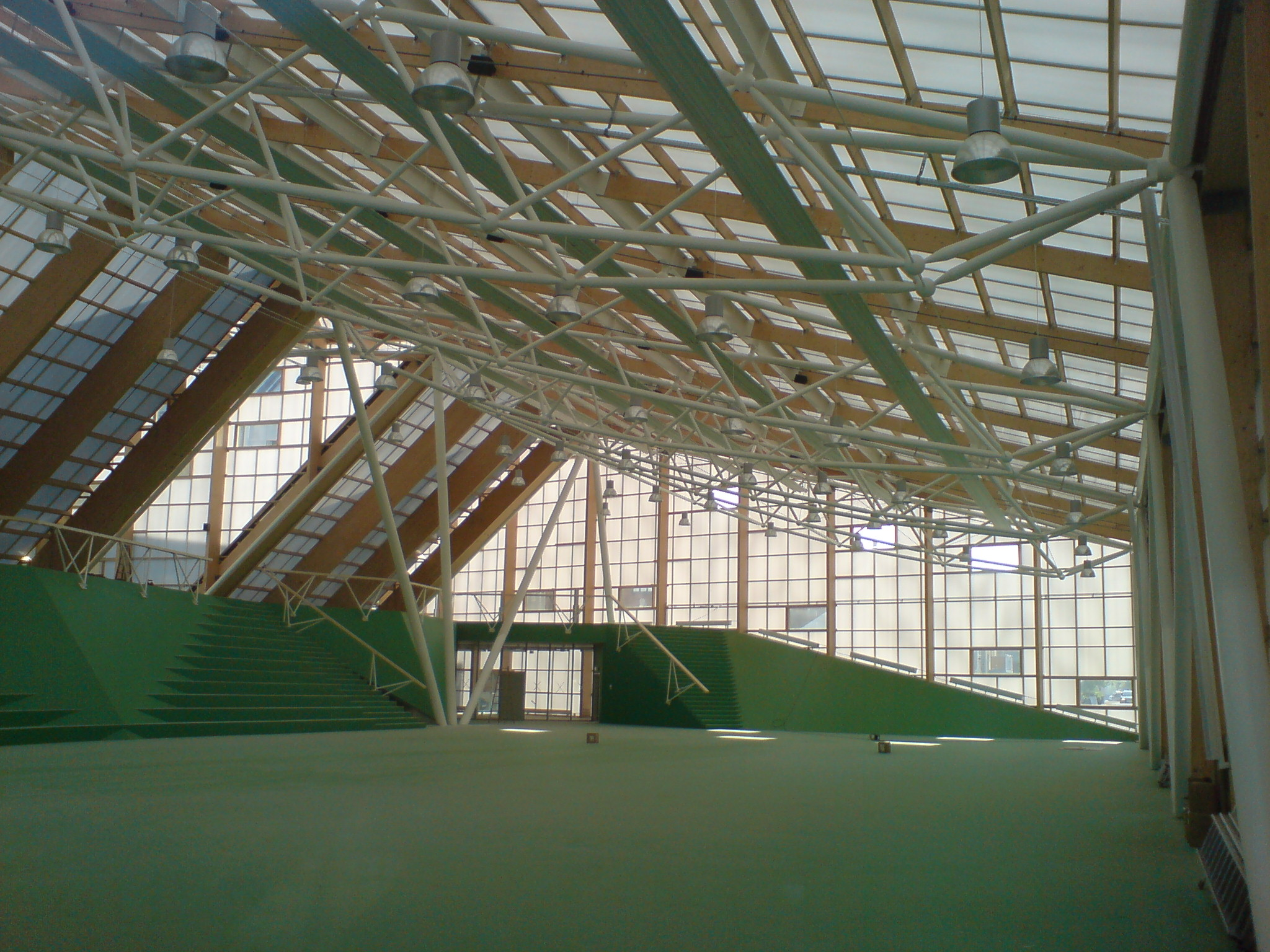
Complexe sportif Prismen, Copenhague (2006).
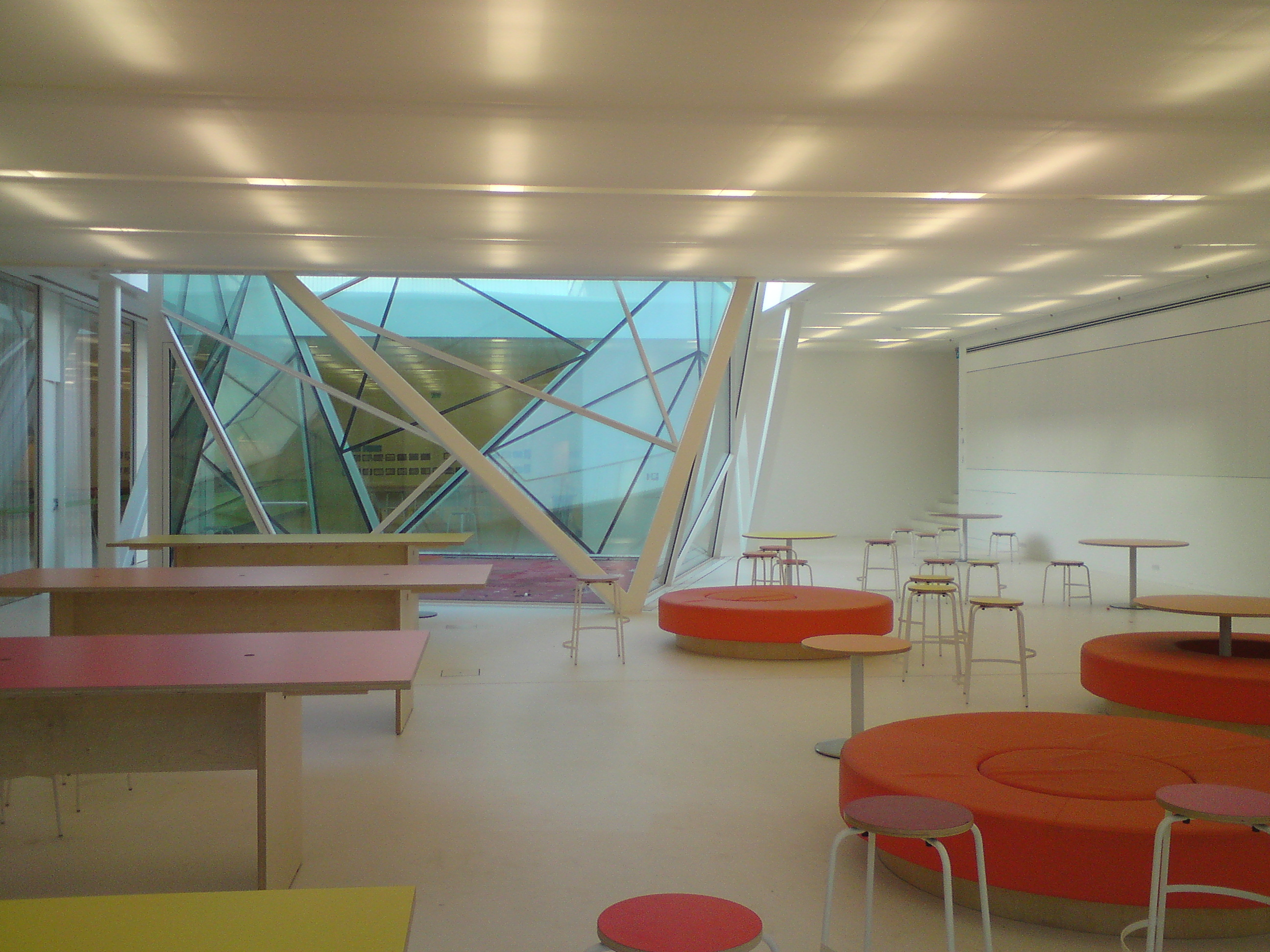
Agrandissement de l'école Munkegaard (2009).
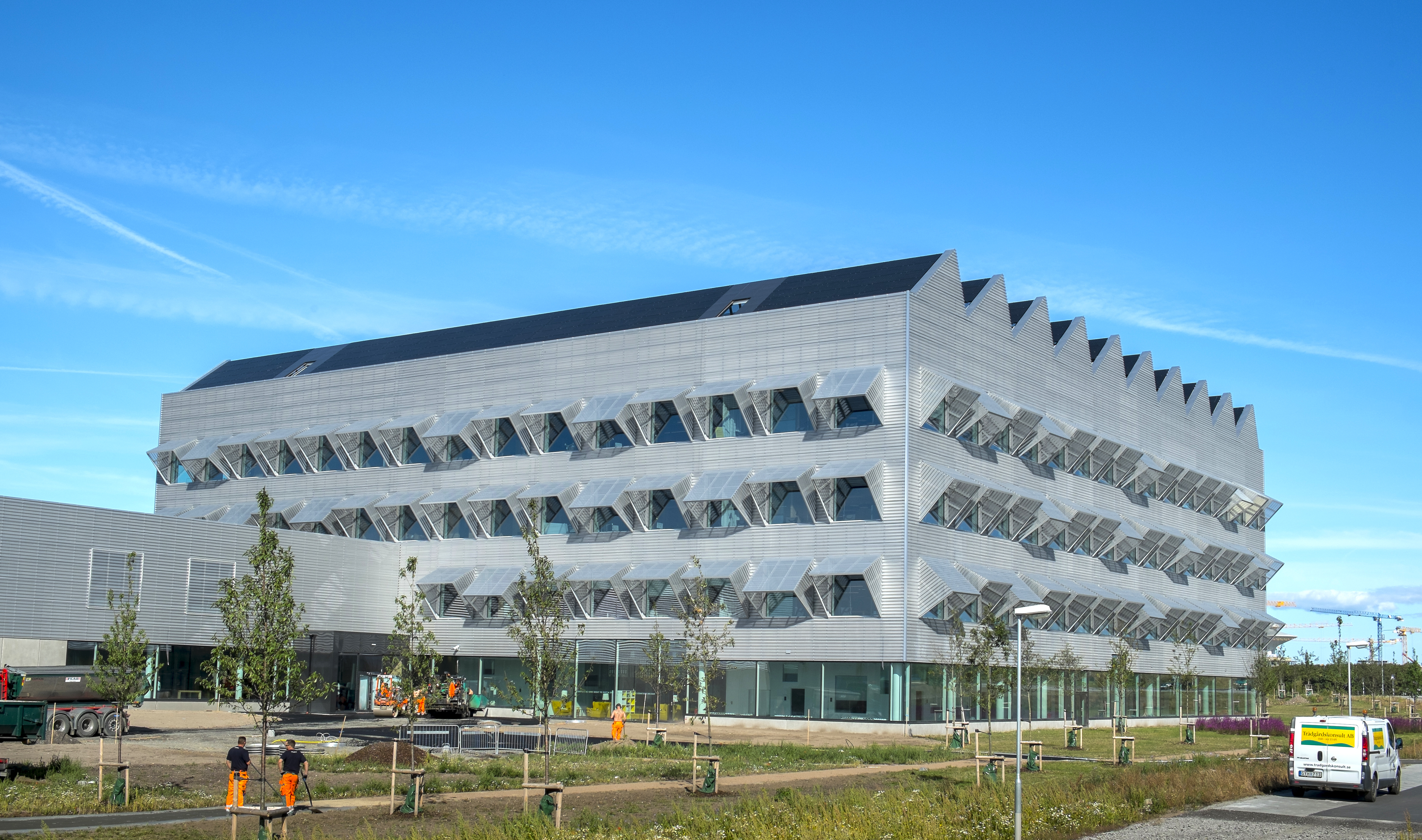
IKEA Hubhult, Malmö (2015).
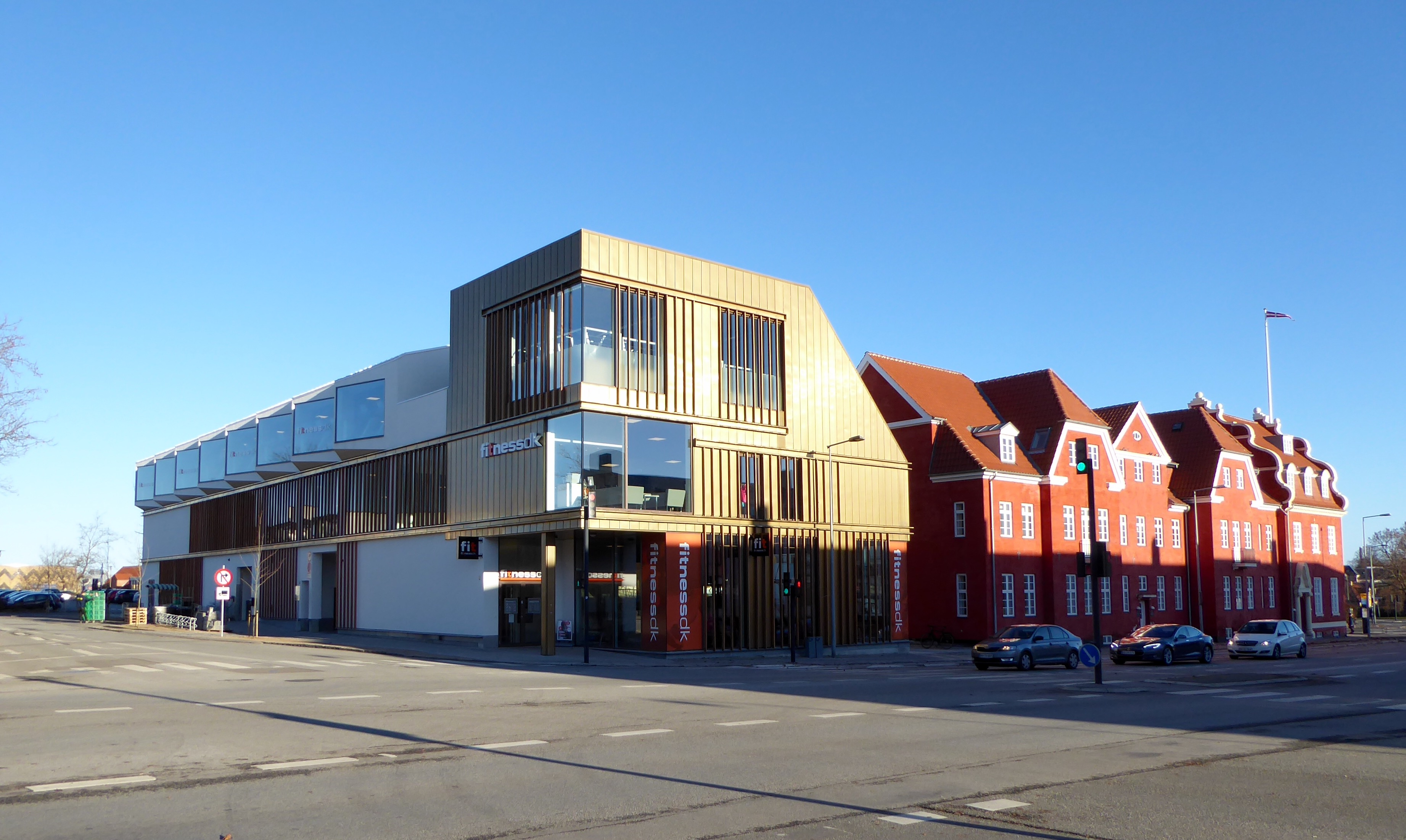
Bâtiment Horsholm.